# Krze Duże
Krze Duże – wieś w Polsce położona w województwie mazowieckim, w powiecie żyrardowskim, w gminie Radziejowice. Ma status sołectwa.
W latach 1975–1998 miejscowość administracyjnie należała do województwa skierniewickiego.
Krze Duże były siedzibą Folwarku Krze majątku Radziejowice, którego drewniany dwór z XIX wieku został po 1989 roku przebudowany i zniekształcony jako zajazd przy drodze krajowej nr 8. 
Na polach, od wschodniej strony w latach 30. XX wieku rozpoczęto budowę linii kolejowej EKD z Komorowa przez Nadarzyn do Mszczonowa, przerwaną wybuchem II wojny światowej. Zachowały się pozostałości nasypów i wykopów oraz wiaduktów we wsi Przeszkoda i Radziejowice. 
W latach 70. XX wieku we wsi funkcjonował warsztat kowalski.